# Даш-Шиви, Айбек Юрьевич
Айбек Юрьевич Даш-Шиви (1985 год) — российский самбист, курешист и боец смешанных единоборств, призёр чемпионатов России и мира по боевому самбо, чемпион Европы по боевому самбо, мастер спорта России. Выступал в первой полусредней весовой категории (до 68 кг). Тренировался под руководством М. Я. Яйтакова.

## Спортивные результаты
- Чемпионат России по боевому самбо 2009 года — ;
- Чемпионат СФО по MMA 2016 года — [2];
- Первенство по куреш «Эл-Ойын» 2016 года — [3];